# Lizzy Mercier Descloux
Martine-Elisabeth Mercier Descloux, meglio conosciuta come Lizzy Mercier Descloux (Parigi, 16 dicembre 1956 – San Fiorenzo, 20 aprile 2004), è stata una musicista, cantautrice e compositrice francese, nota anche per la sua attività di attrice, scrittrice e pittrice.

## Biografia

### Gli studi e l'adolescenza
Cresciuta a Lione, Lizzy Mercier Descloux tornò in adolescenza a Parigi, dove era nata, per frequentare la scuola di belle arti. Assieme al suo partner Michel Esteban, Lizzy fondò il negozio Harry Cover, che in seguito divenne un vero e proprio tempio del movimento punk francese, e poi la rivista post-punk Rock News.

### 1975-1980: Lizzy e l'avanguardia post-punk newyorkese
Nel 1975, iniziò a frequentare New York dove strinse amicizia con Patti Smith e Richard Hell, che contribuirono entrambi a fornire materiale per il suo libro dal titolo Desiderata (poesie, disegni, fotografie). In questo rapporto di amicizia e scambio reciproco Richard Hell scrive Another World, contenuta in Blank Generation per "Lizzy Mercier (sic), poetessa francese", una canzone i cui testi combinano "erotismo infantile con immagini di scambio di identità".
Sempre in questo periodo Lizzy Mercier Descloux contribuì a far conoscere la scena new wave e No wave newyorkese (Blondie, Talking Heads, Television) con gli articoli sul Rock News. Nel 1977 si trasferì a New York, nel quartiere di SoHo assieme al suo compagno Esteban, che divenne poi uno dei fondatori, con Michael Zilkha della ZE Records. Tra gli incontri importanti di questo periodo vi fu poi Jean-Michel Basquiat.
Autodidatta, compra un Fender Jazzmaster e suona nei club del Lower East Side. È del 1978 registrò 6 tracce assieme al chitarrista DJ Banes che vennero pubblicate a nome Rosa Yemen dalla ZE Records (ed in edizione francese su Celluloid). Fu poi del 1979 il suo primo album solista a nome Lizzy Mercier Descloux, che si intitolava Press Color (ZE Records).

## Discografia
- 1978 - Rosa Yemen – Live in N.Y.C July 1978
- 1979 - Press Color
- 1981 - Mambo Nassau
- 1984 - Zulu Rock
- 1985 - One for the Soul
- 1988 - Suspense